# قياس زمن الأحداث النفسية

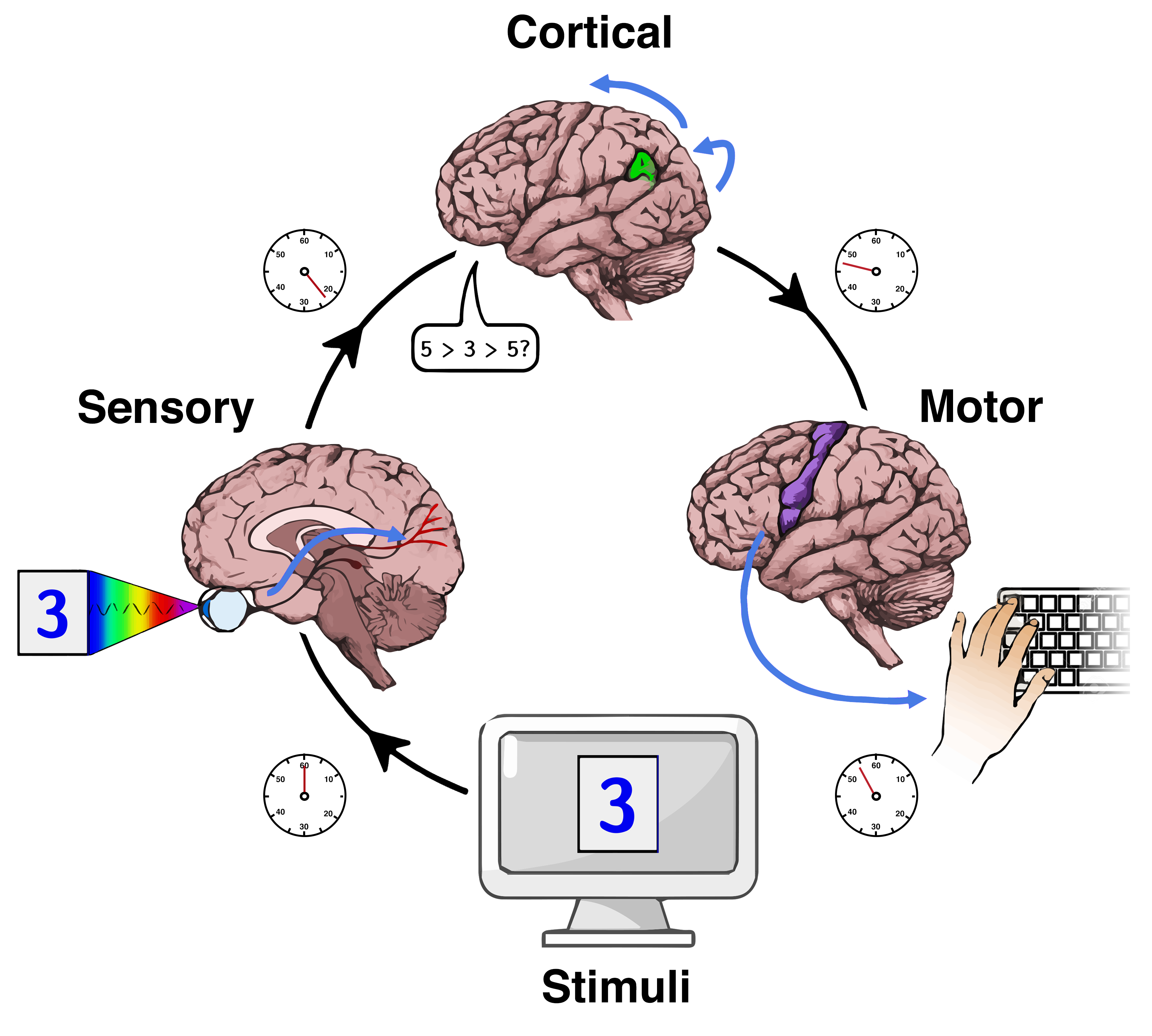
تمثيل مراحل المعالجة في نموذج وقت رد الفعل النموذجي.

قياس زمن الأحداث النفسية (بالإنجليزية: Mental chronometry) أو وقت رد الفعل أو وقت الاستجابة أو قياس الوقت العقلي، هو الدراسة العلمية لسرعة المعالجة على المهام المعرفية لاستنتاج المحتوى والمدة والتسلسل الزمني للعمليات العقلية يتم قياسه بالوقت المنقضي بين بداية التحفيز واستجابة الفرد في المهام الإدراكية الأولية (ETCs)، وهي مهام حركية إدراكية بسيطة نسبيًا تُدار عادةً في بيئة معملية، يعد قياس الوقت العقلي أحد النماذج المنهجية الأساسية لعلم النفس البشري التجريبي والمعرفي والتمايزي، ولكنه يُحلل أيضًا بشكل شائع في علم النفس الفسيولوجي وعلم الأعصاب الإدراكي وعلم الأعصاب السلوكي للمساعدة في توضيح الآليات البيولوجية الكامنة وراء الإدراك والانتباه واتخاذ القرار لدى البشر وأنواع أخرى.
يستخدم قياس الوقت العقلي قياسات الوقت المنقضي بين مجموعات التحفيز الحسي والاستجابات السلوكية اللاحقة لدراسة المسار الزمني لمعالجة المعلومات في الجهاز العصبي. تعتبر الخصائص التوزيعية لأوقات الاستجابة مثل الوسائل والتباين مؤشرات مفيدة لسرعة المعالجة وكفاءتها، مما يشير إلى مدى السرعة التي يمكن بها للفرد تنفيذ العمليات العقلية ذات الصلة بالمهمة. عادةً ما تكون الاستجابات السلوكية عبارة عن ضغط على الأزرار، ولكن غالبًا ما تُستخدم حركات العين والاستجابات الصوتية والسلوكيات الأخرى التي يمكن ملاحظتها، يُعتقد أن وقت رد الفعل مقيد بسرعة إرسال الإشارات في المادة البيضاء بالإضافة إلى كفاءة معالجة المادة الرمادية القشرية الحديثة.
إن استخدام قياس الوقت العقلي في البحث النفسي بعيد المدى، حيث يشمل النماذج الحركية لمعالجة المعلومات في الأنظمة السمعية والبصرية البشرية، بالإضافة إلى موضوعات علم النفس التمايزي مثل دور الفروق الفردية في القدرة المعرفية للإنسان، والشيخوخة، ومجموعة متنوعة من النتائج السريرية والنفسية. يتضمن النهج التجريبي لقياس الوقت الذهني موضوعات مثل الدراسة التجريبية للكمون الصوتي واليدوي، والانتباهالبصري والسمعي، والحكم الزمني والتكامل، واللغة والقراءة، ووقت الحركة والاستجابة الحركية، ووقت الإدراك والقرار، والذاكرة، والإدراك الذاتي للوقت. غالبًا ما تُجرى الاستنتاجات حول معالجة المعلومات المستمدة من قياس الوقت العقلي مع مراعاة التصميم التجريبي للمهمة والقيود في تكنولوجيا القياس والنمذجة الرياضية.

## التاريخ والملاحظات المبكرة

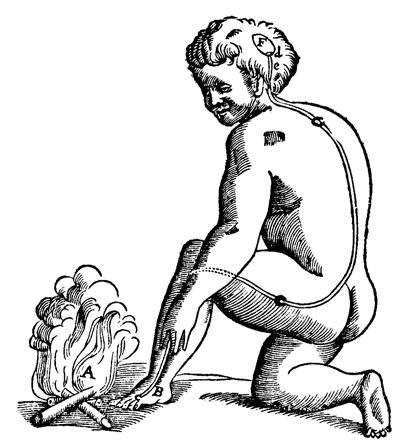
رسم توضيحي لمسار الألم في Traite de l'homme (رسالة رجل) لرينيه ديكارت عام 1664. تُسحب الألياف الطويلة التي تمتد من القدم إلى تجويف الرأس بواسطة الحرارة وتطلق سائلًا يجعل العضلات تنقبض.

إن مفهوم رد الفعل البشري على المنبه الخارجي الذي تتوسطه واجهة بيولوجية (مثل العصب) هو تقريبًا قديم قدم النظام الفلسفي للعلم نفسه. اقترح مفكرو التنوير مثل رينيه ديكارت أن الاستجابة الانعكاسية للألم، على سبيل المثال، تُنقل بواسطة نوع من الألياف - ما يمكننا التعرف عليه كجزء من الجهاز العصبي اليوم - حتى الدماغ، حيث يُعالج بعد ذلك كتجربة ذاتية من الالم، ومع ذلك اعتقد ديكارت وآخرون أن رد الفعل التحفيزي البيولوجي هذا يحدث على الفور، وبالتالي لا يخضع للقياس الموضوعي.
سيأتي أول توثيق لوقت رد الفعل البشري كمتغير علمي بعد عدة قرون، من الاهتمامات العملية التي نشأت في مجال علم الفلك، في عام 1820 كرس عالم الفلك الألماني فريدريش بيسل نفسه لحل مشكلة الدقة في تسجيل العبور النجمي، لاحظ بيسل تناقضات التوقيت في ظل هذه الطريقة بين سجلات العديد من علماء الفلك، وسعى إلى تحسين الدقة من خلال أخذ هذه الفروق الفردية في التوقيت في عين الاعتبار، أدى ذلك إلى قيام العديد من علماء الفلك بالبحث عن طرق لتقليل هذه الاختلافات بين الأفراد، والتي أصبحت تُعرف باسم «المعادلة الشخصية» للتوقيت الفلكي. تم استكشاف هذه الظاهرة بالتفصيل من قبل الإحصائي الإنجليزي كارل بيرسون، الذي صمم أحد الأجهزة الأولى لقياسها.

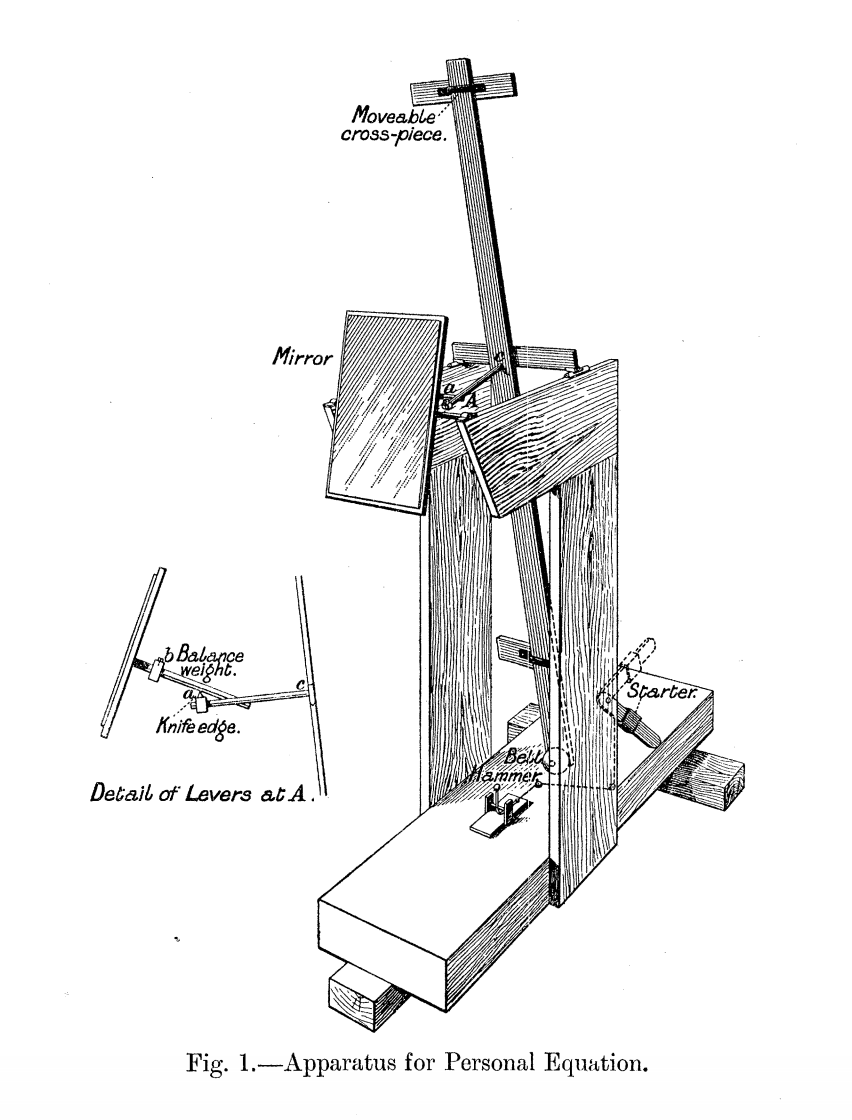
جهاز مبكر تم إنشاؤه لقياس وقت رد الفعل عبر "المعادلة الشخصية"

ظهرت استفسارات نفسية بحتة حول طبيعة وقت رد الفعل في منتصف خمسينيات القرن التاسع عشر، علم النفس باعتباره علمًا كميًا تجريبيًا تم اعتباره تاريخيًا مقسمًا بشكل أساسي إلى تخصصين: علم النفس التجريبي والتمايزي. اتخذت الدراسة العلمية لقياس الوقت العقلي، وهي واحدة من أوائل التطورات في علم النفس العلمي، نموذجًا مصغرًا لهذا التقسيم منذ منتصف القرن التاسع عشر، عندما صمم علماء مثل هرمان فون هلمهولتز وفيلهلم فونت مهام وقت رد الفعل لمحاولة القياس سرعة الإرسال العصبي. أجرى فونت تجارب لاختبار ما إذا كانت الاستفزازات العاطفية تؤثر على معدل النبض والتنفس باستخدام جهاز التصوير الكمي.
يُنسب إلى السير فرانسيس غالتون عادةً باعتباره مؤسس علم النفس التمايزي، الذي يسعى إلى تحديد وشرح الاختلافات العقلية بين الأفراد، كان أول من استخدم اختبارات وقت الاستجابة الصارمة بقصد صريح لتحديد متوسطات ونطاقات الفروق الفردية في السمات العقلية والسلوكية لدى البشر، افترض غالتون أن الاختلافات في الذكاء ستنعكس في تباين التمييز الحسي وسرعة الاستجابة للمنبهات، وقام ببناء آلات مختلفة لاختبار مقاييس مختلفة لهذا، وايضاً وقت الاستجابة إلى المنبهات البصرية والسمعية، تضمنت اختباراته مجموعة مختارة من أكثر من 10000 رجل وامرأة وطفل من جمهور لندن.
يلاحظ ويلفورد (1980) أن الدراسة التاريخية لأوقات رد الفعل البشري كانت معنية على نطاق واسع بخمس فئات متميزة من مشاكل البحث، والتي تطور بعضها إلى نماذج لا تزال قيد الاستخدام حتى اليوم. توصف هذه المجالات على نطاق واسع بأنها عوامل حسية وخصائص استجابة وتحضير واختيار ومرافقات واعية.

## العوامل الحسية
لاحظ الباحثون الأوائل أن اختلاف الصفات الحسية للمحفز يؤثر على أوقات الاستجابة، حيث يؤدي زيادة بروز الإدراك الحسي للمنبهات إلى تقليل أوقات رد الفعل، يمكن إحداث هذا الاختلاف من خلال عدد من التلاعبات، بشكل عام من المحتمل أن يكون التباين في أوقات التفاعل الناتج عن التلاعب بالعوامل الحسية نتيجة للاختلافات في الآليات المحيطية أكثر من العمليات المركزية.

### قوة التحفيز
جاءت إحدى أولى المحاولات للنمذجة الرياضية لتأثيرات الصفات الحسية للمنبهات على مدة رد الفعل من الملاحظة التي تشير إلى أن زيادة شدة المنبه تميل إلى إنتاج أوقات استجابة أقصر، اقترح هنري بيرون (1920) الصيغ لنمذجة هذه العلاقة بالشكل العام:
{\displaystyle RT={\frac {a}{i^{n}}}+k}
حيث ان{\displaystyle i} يمثل شدة التحفيز،{\displaystyle a} يمثل قيمة زمنية قابلة للاختزال،{\displaystyle k} يمثل قيمة زمنية غير قابلة للتغيير (قيمة ثابتة)، و{\displaystyle n} يمثل الأس المتغير الذي يختلف عبر الحواس والظروف. تعكس هذه الصيغة ملاحظة أن وقت رد الفعل سينخفض مع زيادة شدة التحفيز وصولاً إلى الثابت{\displaystyle k}، والذي يمثل حدًا نظريًا أدنى لا يمكن لعلم وظائف الأعضاء البشري أن يعمل دونه بشكل مفيد.
تم العثور على تأثيرات شدة التحفيز على تقليل وقت رد الفعل (RTs) لتكون نسبية وليست مطلقة في أوائل الثلاثينيات، تأتي إحدى الملاحظات الأولى لهذه الظاهرة من بحث كارل هوفلاند، الذي أظهر بسلسلة من الشموع الموضوعة على مسافات بؤرية مختلفة أن تأثيرات شدة التحفيز على رد الفعل تعتمد على المستوى السابق من التلاؤم.
بالإضافة إلى شدة التحفيز، يمكن أيضًا تحقيق قوة التحفيز المتغيرة (أي «مقدار» التحفيز المتاح للجهاز الحسي لكل وحدة زمنية) عن طريق زيادة مساحة ومدة التحفيز المقدم في مهمة رد الفعل، تم توثيق هذا التأثير في الأبحاث المبكرة لأوقات الاستجابة لحاسة التذوق من خلال تغيير المنطقة على براعم التذوق للكشف عن منبهات التذوق، ولحجم المحفزات البصرية كمساحة في المجال البصري. وبالمثل، تم العثور على زيادة مدة التحفيز المتاح في مهمة وقت رد الفعل لإنتاج أوقات رد فعل أسرع قليلاً للمنبهات البصرية والسمعية، على الرغم من أن هذه التأثيرات تميل إلى أن تكون صغيرة وهي ناتجة إلى حد كبير عن الحساسية للحساسية مستقبلات.

### الطريقة الحسية
تعتمد الطريقة الحسية التي يتم من خلالها إدارة المنبه في مهمة وقت رد الفعل اعتمادًا كبيرًا على أوقات التوصيل الواردة وخصائص تغيير الحالة ونطاق التمييز الحسي المتأصل في حواسنا المختلفة. على سبيل المثال، وجد الباحثون الأوائل أن الإشارة السمعية قادرة على الوصول إلى آليات المعالجة المركزية في غضون 8-10 مللي ثانية، بينما يستغرق التحفيز البصري حوالي 20-40 مللي ثانية. تختلف حواس الحيوانات أيضًا بشكل كبير في قدرتها على تغيير الحالة بسرعة، مع بعض الأنظمة قادرة على التغيير بشكل فوري تقريبًا والبعض الآخر أبطأ بكثير. على سبيل المثال، النظام الدهليزي، الذي يتحكم في إدراك موقع المرء في الفضاء، تُحدث بشكل أبطأ بكثير من النظام السمعي. يختلف نطاق التمييز الحسي لحاسة معينة أيضًا بشكل كبير داخل وعبر الطريقة الحسية. على سبيل المثال، وجد كيسو (1903) في مهمة وقت رد الفعل الخاصة بالتذوق أن الأشخاص البشريين أكثر حساسية لوجود الملح على اللسان من السكر، وهو ما ينعكس في رد الفعل أسرع لأكثر من 100 مللي ثانية للملح من السكر.

## خصائص الاستجابة
الدراسات المبكرة لتأثيرات خصائص الاستجابة على أوقات رد الفعل كانت معنية بشكل رئيسي بالعوامل الفسيولوجية التي تؤثر على سرعة الاستجابة. على سبيل المثال، وجد ترافيس (1929) في مهمة الضغط على المفتاح رد الفعل أن 75٪ من المشاركين يميلون إلى دمج المرحلة السفلية من معدل الرعاش الشائع للإصبع الممتد، والذي يبلغ حوالي 8-12 رعاشًا في الثانية، في اكتئاب مفتاح استجابة لحافز. يشير هذا الاتجاه إلى أن توزيعات أوقات الاستجابة لها دورية متأصلة، وأن رد فعل معين يتأثر بالنقطة خلال دورة الهزة التي يتم عندها طلب الاستجابة. تم دعم هذه النتيجة بشكل أكبر من خلال العمل اللاحق في منتصف القرن العشرين والذي أظهر أن الاستجابات كانت أقل تباينًا عند تقديم المنبهات بالقرب من النقاط العلوية أو السفلية لدورة الرعاش.
التوتر العضلي التوقعي هو عامل فسيولوجي آخر وجده الباحثون الأوائل كمؤشر لأوقات الاستجابة، حيث يتم تفسير التوتر العضلي على أنه مؤشر لمستوى الاستثارة القشرية. أي، إذا كانت حالة الاستثارة الفسيولوجية عالية عند بدء التحفيز، فإن التوتر العضلي الأكبر الموجود مسبقًا يسهل الاستجابات الأسرع؛ إذا كانت الإثارة منخفضة، فإن التوتر العضلي الأضعف يتنبأ برد أبطأ. ومع ذلك، فقد وجد أيضًا أن الإثارة المفرطة (وبالتالي توتر العضلات) تؤثر سلبًا على الأداء في مهام رد الفعل نتيجة لضعف نسبة الإشارة إلى الضوضاء.
كما هو الحال مع العديد من عمليات التلاعب الحسية، فإن خصائص الاستجابة الفسيولوجية مثل تنبئ رد الفعل تعمل إلى حد كبير خارج المعالجة المركزية، والتي تميز هذه التأثيرات عن تلك الخاصة بالتحضير، والتي تمت مناقشتها أدناه.

## التنظيم
كانت الملاحظة الأخرى التي تم إجراؤها لأول مرة من خلال أبحاث الكرونومتر المبكرة هي أن علامة «التحذير» التي تسبق ظهور المنبه تؤدي عادةً إلى أوقات رد فعل أقصر. يُقاس فترة التحذير القصيرة هذه، والتي يشار إليها باسم «المتوقع» في هذا العمل التأسيسي، في المهام البسيطة لرد الفعل مثل طول الفترات الفاصلة بين التحذير وعرض الحافز الذي سيُرد عليه. ولوحظت أهمية طول وتغير المتوقع في أبحاث قياس الوقت الذهني لأول مرة في أوائل القرن العشرين، ولا تزال اعتبارًا مهمًا في البحث الحديث. ينعكس اليوم في البحث الحديث في استخدام فترة مقدمة متغيرة تسبق عرض التحفيز.
يمكن تلخيص هذه العلاقة بعبارات بسيطة بالمعادلة:
{\displaystyle RT=a+b\log {\frac {1}{p}}}
حيث إن{\displaystyle a} و{\displaystyle b} هي ثوابت تتعلق بالمهمة و{\displaystyle p} يشير إلى احتمال ظهور الحافز في أي وقت.
في مهام رد الفعل البسيطة، تميل الفترات الأمامية الثابتة التي تبلغ حوالي 300 مللي ثانية على مدى سلسلة من التجارب إلى إنتاج أسرع استجابات لفرد معين، وتطول الاستجابات كلما أصبحت الفترة الأمامية أطول، وهو تأثير تم إثباته حتى فترات مقدمة تصل إلى عدة مئات من الثواني. تميل الفترات الأمامية للفاصل الزمني المتغير، إذا تم تقديمها بتردد متساوٍ ولكن بترتيب عشوائي، إلى إنتاج وقت رد الفعل أبطأ عندما تكون الفترات أقصر من متوسط السلسلة، ويمكن أن تكون أسرع أو أبطأ عندما تكون أكبر من المتوسط. سواء تم الاحتفاظ بها ثابتة أو متغيرة، فإن الفترات الأمامية التي تقل عن 300 مللي ثانية قد تؤدي إلى تأخر وقت رد الفعل لأن معالجة التحذير قد لا يكون لديها وقت لإكمالها قبل وصول التحفيز. هذا النوع من التأخير له آثار كبيرة على مسألة المعالجة المركزية المنظمة بشكل تسلسلي، وهو موضوع معقد حظي باهتمام تجريبي كبير في القرن الذي أعقب هذا العمل التأسيسي.

## الخيارات
تم التعرف على عدد الخيارات الممكنة في وقت مبكر كمحدد مهم لوقت الاستجابة، مع إطالة أوقات رد الفعل كدالة لكل من عدد الإشارات الممكنة والاستجابات المحتملة.
كان فرانسيسكوس دوندرس (1869) أول عالم أدرك أهمية خيارات الاستجابة على رد الفعل. وجد دوندرس أن رد الفعل البسيط أقصر من التعرف على رد الفعل، وأن الخيار رد الفعل أطول من كليهما. ابتكر أيضًا طريقة طرح لتحليل الوقت الذي يستغرقه إجراء العمليات العقلية. بطرح رد الفعل البسيط من اختيار رد الفعل، توفر هذه الطريقة طريقة للتحقيق في العمليات المعرفية الكامنة وراء المهام الحركية الإدراكية البسيطة، وشكلت أساس التطورات اللاحقة.
على الرغم من أن عمل دوندرس مهد الطريق للبحث المستقبلي في اختبارات قياس الوقت الذهني، إلا أنه لم يخلو من عيوبه، استندت طريقة الإدراج الخاصة به، والتي يشار إليها غالبًا باسم «الإدراج الخالص»، على افتراض أن إدخال مطلب معقد معين في نموذج رد الفعل لن يؤثر على المكونات الأخرى للاختبار، هذا الافتراض - أن التأثير المتزايد على رد الفعل كان مضافًا بشكل صارم - لم يكن قادرًا على الصمود أمام الاختبارات التجريبية اللاحقة، والتي أظهرت أن الإدخالات كانت قادرة على التفاعل مع أجزاء أخرى من نموذج رد الفعل. على الرغم من ذلك لا تزال نظريات دوندرس موضع اهتمام وما زالت أفكاره مستخدمة في مجالات معينة من علم النفس، والتي لديها الآن الأدوات الإحصائية لاستخدامها بشكل أكثر دقة.

## المرافقات الواعية
إن الاهتمام بمحتوى الوعي الذي ميز الدراسات المبكرة لـ فونت وغيره من علماء النفس البنيويين لم يعد مؤيدًا إلى حد كبير مع ظهور السلوكية في عشرينيات القرن الماضي، ومع ذلك كانت دراسة المرافقات الواعية في سياق زمن رد الفعل تطورًا تاريخيًا مهمًا في أواخر القرن التاسع عشر وأوائل القرن العشرين، على سبيل المثال، غالبًا ما درس فونت وشريكه أوزوالد وقت رد الفعل من خلال مطالبة المشاركين بوصف العملية الواعية التي حدثت أثناء الأداء في مثل هذه المهام.

## القياس والأوصاف الرياضية
القياسات الكرونومترية من نماذج وقت رد الفعل القياسية هي قيم أولية للوقت المنقضي بين بداية التحفيز والاستجابة الحركية، تُقاس هذه الأوقات عادةً بالمللي ثانية (ms)، وتعتبر قياسات موجبة بفواصل زمنية متساوية وصفر حقيقي.
عادة ما يهتم وقت الاستجابة في مهام قياس الوقت بخمس فئات من القياس: النزعة المركزية لوقت الاستجابة عبر عدد من التجارب الفردية لشخص معين أو حالة مهمة معينة، وعادة ما يتم التقاطها بواسطة المتوسط الحسابي ولكن في بعض الأحيان بواسطة الوسيط والأقل شيوعًا للمنوال؛ التباين داخل الفرد، والتباين في الاستجابات الفردية داخل أو عبر شروط المهمة ؛ التجانف، وهو مقياس لعدم تناسق توزيعات وقت التفاعل عبر التجارب ؛ ميل المستقيم، الفرق بين رد الفعل الزمني المتوسطات عبر مهام من نوع مختلف أو تعقيد ؛ والدقة أو معدل الخطأ، ونسبة الاستجابات الصحيحة لشخص معين أو حالة مهمة معينة.
عادة ما تكون أوقات استجابة الإنسان في مهام وقت رد الفعل البسيطة في حدود 200 مللي ثانية. تمكن العمليات التي تحدث خلال هذا الوقت القصير الدماغ من إدراك البيئة المحيطة، وتحديد كائن مثير للاهتمام، وتحديد إجراء استجابة للكائن، وإصدار أمر محرك لتنفيذ الحركة. تمتد هذه العمليات في مجالات الإدراك والحركة، وتتضمن اتخاذ القرار الإدراكي والتخطيط الحركي. يعتبر العديد من الباحثين أن الحد الأدنى لتجربة وقت الاستجابة الصالحة يتراوح بين 100 و 200 مللي ثانية، والذي يمكن اعتباره الحد الأدنى من الوقت اللازم للعمليات الفسيولوجية مثل إدراك التحفيز والاستجابات الحركية. غالبًا ما تنتج الاستجابات الأسرع من ذلك عن «الاستجابة الاستباقية»، حيث تمت برمجة الاستجابة الحركية للشخص بالفعل وهي قيد التقدم قبل بداية التحفيز، ومن المحتمل ألا تعكس عملية الاهتمام.

مخطط الكثافة والميول المركزية لتجارب وقت التفاعل (مللي ثانية) في مهمة من خيارين توضح التوزيع المنحرف الصحيح النموذجي لبيانات رد الفعل.

## توزيع أوقات الاستجابة
يتم دائمًا توزيع تجارب أوقات رد الفعل لأي فرد بشكل غير متماثل وتميل إلى اليمين، وبالتالي نادرًا ما تتبع التوزيع الطبيعي (غاوسي). النمط النموذجي الملحوظ هو أن متوسط رد الفعل سيكون دائمًا قيمة أكبر من متوسط رد الفعل، وسيكون متوسط رد الفعل قيمة أكبر من أقصى ارتفاع للتوزيع (الوضع). أحد الأسباب الأكثر وضوحًا لهذا النمط القياسي هو أنه في حين أنه من الممكن لأي عدد من العوامل تمديد وقت الاستجابة لتجربة معينة، فإنه ليس من الممكن من الناحية الفسيولوجية تقصير رد الفعل في تجربة معينة تتجاوز حدود الإدراك البشري (عادة ما تكون في مكان ما بين 100-200 مللي ثانية)، وليس من الممكن منطقيًا أن تكون مدة التجربة سلبية.
أحد أسباب التباين الذي يمتد إلى الذيل الأيمن لتوزيع رد الفعل للفرد هو الهفوات المؤقتة للانتباه. لتحسين موثوقية أوقات الاستجابة الفردية، يطلب الباحثون عادةً من شخص ما لإجراء تجارب متعددة، والتي يمكن من خلالها حساب قياس وقت الاستجابة «النموذجي» أو الأساسي. نادرًا ما يكون أخذ متوسط وقت الاستجابة الأولي طريقة فعالة لتوصيف وقت الاستجابة النموذجي، وغالبًا ما تكون الأساليب البديلة (مثل نمذجة توزيع وقت الاستجابة بالكامل) أكثر ملاءمة.
تم تطوير عدد من الأساليب المختلفة لتحليل قياسات رد الفعل، لا سيما في كيفية التعامل بفعالية مع المشكلات التي تنشأ عن اقتطاع القيم المتطرفة، تحويلات البيانات، موثوقية القياس، ومقايضات دقة السرعة، نماذج مختلطة، نماذج الالتفاف، والنمذجة الرياضية للتباين العشوائي في الاستجابات الموقوتة.

## قانون هيك

بيانات من وي هيك (1952) توضح قانون هيك: العلاقة بين وقت رد الفعل وعدد خيارات الاستجابة عبر مشاركين (أحمر وأزرق).

بناءً على ملاحظات دوندرس المبكرة حول تأثيرات عدد خيارات الاستجابة على مدة رد الفعل، ابتكر وي هيك (1952) تجربة رد الفعل التي قدمت سلسلة من تسعة اختبارات فيها عدد n من الخيارات الممكنة على قدم المساواة. قامت التجربة بقياس رد الفعل الخاص بالموضوع بناءً على عدد الخيارات الممكنة خلال أي تجربة معينة. أظهر هيك أن رد الفعل للفرد زاد بمقدار ثابت كدالة للخيارات المتاحة، أو «عدم اليقين» الذي ينطوي عليه أي منبه التفاعل سيظهر بعد ذلك. يُقاس عدم اليقين في «بتات»، والتي يتم تعريفها على أنها كمية المعلومات التي تقلل عدم اليقين بمقدار النصف في نظرية المعلومات. في تجربة هيك، تم العثور على رد الفعل لتكون دالة في اللوغاريتم الثنائي لعدد الخيارات المتاحة (n). هذه الظاهرة تسمى «قانون هيك» ويقال أنها مقياس «معدل كسب المعلومات». عادة ما يُعبر عن القانون بالصيغة:
{\displaystyle RT=a+b\log _{2}(n+1)}
حيث إن{\displaystyle a} و{\displaystyle b} هي ثوابت تمثل تقاطع وانحدار الوظيفة، و{\displaystyle n} هو عدد البدائل. صندوق جنسن هو تطبيق أحدث لقانون هيك. يحتوي قانون هيك على تطبيقات حديثة مثيرة للاهتمام في مجال التسويق، حيث تستفيد قوائم المطاعم وواجهات الويب (من بين أمور أخرى) من مبادئها في السعي لتحقيق السرعة وسهولة الاستخدام للمستهلك.

## النماذج

### انتشار الانجراف

تمثيل رسومي لمعدل انتشار الانجراف المستخدم لنمذجة أوقات رد الفعل في المهام ذات الاختيارين.

نموذج الانجراف - الانتشار (DDM) عبارة عن صيغة رياضية محددة جيدًا لشرح التباين الملحوظ في أوقات الاستجابة والدقة عبر التجارب في مهمة وقت رد فعل (عادةً من خيارين). يفسر هذا النموذج ومتغيراته هذه الميزات التوزيعية عن طريق تقسيم تجربة وقت رد الفعل إلى مرحلة متبقية غير مقررة ومرحلة «انتشار» عشوائية، حيث يتم إنشاء قرار الاستجابة الفعلي. يتم تحديد توزيع أوقات التفاعل عبر التجارب بمعدل تراكم الأدلة في الخلايا العصبية مع عنصر «السير العشوائي» الأساسي. معدل الانجراف (v) هو المعدل المتوسط الذي يتراكم فيه هذا الدليل في وجود هذه الضوضاء العشوائية. يمثل حد القرار (a) عرض حدود القرار، أو مقدار الأدلة المطلوبة قبل اتخاذ الرد. تنتهي المحاكمة عندما يصل تراكم الأدلة إلى الحدود الصحيحة أو غير الصحيحة.

### وقت رد الفعل القياسية

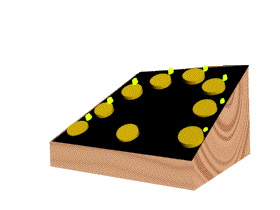
عرض افتراضي لمربع جنسن. زر الصفحة الرئيسية مصور في المركز السفلي من المصفوفة. يُطلب من المشاركين تحريك إصبعهم من زر الصفحة الرئيسية إلى واحد من ثمانية أزرار استجابة إضافية عندما تضيء مصابيح LED محددة. ينتج عن هذا عدة مقاييس لوقت استجابة المشاركين (RT).

تستخدم أبحاث الكرونومتر الحديثة عادةً اختلافات في واحدة أو أكثر من الفئات العريضة التالية لنماذج مهمة وقت رد الفعل، والتي لا يلزم أن تكون متنافية في جميع الحالات.

### رد الفعل البسيطة
وقت رد الفعل البسيط هو الحركة المطلوبة للمراقب للاستجابة لوجود منبه. على سبيل المثال، قد يُطلب من الشخص الضغط على زر بمجرد ظهور ضوء أو صوت. متوسط RT للأفراد في سن الكلية حوالي 160 مللي ثانية للكشف عن محفز سمعي، وحوالي 190 مللي ثانية لاكتشاف التحفيز البصري.
كان متوسط وقت رد الفعل للعدائين في أولمبياد بكين 166 مللي ثانية للذكور و 169 مللي ثانية للإناث، ولكن في واحدة من كل 1000 بداية يمكنهم تحقيق 109 مللي ثانية و 121 مللي ثانية على التوالي. خلصت هذه الدراسة أيضًا إلى أن وقت رد الفعل الأنثوية الأطول يمكن أن تكون قطعة أثرية في طريقة القياس المستخدمة، مما يشير إلى أن نظام مستشعر كتلة البداية قد يتغاضى عن البداية الخاطئة الأنثوية بسبب الضغط غير الكافي على الفوط. اقترح المؤلفون أن التعويض عن هذه العتبة من شأنه تحسين دقة اكتشاف البداية الخاطئة مع العدائين الإناث.
لدى الاتحاد الدولي لألعاب القوى قاعدة مثيرة للجدل مفادها أنه إذا تحرك رياضي في أقل من 100 مللي ثانية، فإنه يعتبر بداية خاطئة، وقد يتم استبعاده، حتى على الرغم من دراسة بتكليف من الاتحاد الدولي لألعاب القوى في عام 2009 أن يمكن للعدائين الكبار المشار إليهم أن يتفاعلوا أحيانًا في 80-85 مللي ثانية.

### نماذج الذهاب / عدم الذهاب
تتطلب مهام التعرف على الذهاب / عدم الذهاب (go / no-go) رد الفعل أن يضغط الموضوع على زر عندما يظهر نوع من التحفيز ويمنع الاستجابة عند ظهور نوع آخر من التحفيز. على سبيل المثال قد يضطر الموضوع إلى الضغط على الزر عندما يظهر ضوء أخضر ولا يستجيب عند ظهور ضوء أزرق.

### التمييز
يتضمن التمييز في رد الفعل مقارنة أزواج من العروض المرئية المقدمة في وقت واحد ثم الضغط على أحد الأزرار التي تظهر وفقًا للشاشة أكثر إشراقًا أو أطول أو أثقل أو أكبر من حيث الحجم في بعض أبعاد الاهتمام. تنقسم نماذج رد الفعل التمييزية إلى ثلاث فئات أساسية، تتضمن المحفزات التي يتم إعطاؤها في وقت واحد أو بالتتابع أو بشكل مستمر.
في مثال كلاسيكي لنموذج رد الفعل للتمييز المتزامن، ابتكره عالم النفس الاجتماعي ليون فستنغر، يُعرض خطين عموديين بأطوال مختلفة جنبًا إلى جنب للمشاركين في وقت واحد. يُطلب من المشاركين تحديد ما إذا كان الخط الموجود على اليمين أطول أم أقصر من الخط الموجود على اليسار في أسرع وقت ممكن. سيحتفظ أحد هذه الأسطر بطول ثابت عبر التجارب، بينما اتخذ الآخر نطاقًا من 15 قيمة مختلفة، قدم كل سطر عددًا متساويًا من المرات عبر الجلسة.
مثال على النوع الثاني من نموذج التمييز، الذي يدير المحفزات بنجاح أو بشكل متسلسل، دراسة كلاسيكية أجريت عام 1963 حيث تم إعطاء المشاركين وزنين مرفوعين بالتتابع وطلب منهم الحكم على ما إذا كان الثاني أثقل أم أخف من الأول.
يتمثل النوع الثالث الواسع من مهمة وقت رد الفعل للتمييز، حيث تُدار المحفزات بشكل مستمر، في تجربة عام 1955 حيث يُطلب من المشاركين فرز حزم أوراق اللعب المختلطة إلى مجموعتين اعتمادًا على ما إذا كانت البطاقة تحتوي على عدد كبير أو صغير من النقاط على لقد عاد. غالبًا ما ُُيُقاس وقت رد الفعل في مثل هذه المهمة بالمقدار الإجمالي للوقت المستغرق لإكمال المهمة.

### نماذج وقت رد الفعل المختارة
تتطلب مهام وقت رد الفعل المختار (CRT) استجابات مميزة لكل فئة من المحفزات المحتملة. في مهمة اختيار وقت رد الفعل التي تتطلب استجابة واحدة لعدة إشارات مختلفة، يُعتقد أن أربع عمليات متميزة تحدث في تسلسل: أولاً، تستقبل الأعضاء الحسية الصفات الحسية للمنبهات وتنتقل إلى الدماغ ؛ ثانيًا، يتم تحديد الإشارة ومعالجتها وتفسيرها من قبل الفرد ؛ ثالثًا، يتم اتخاذ قرار الاختيار ؛ ورابعًا، يتم بدء الاستجابة الحركية المقابلة لهذا الاختيار وتنفيذها من خلال إجراء ما.
يمكن أن تكون مهام (CRT)متغيرة للغاية. يمكن أن تتضمن محفزات لأي طريقة حسية، غالبًا ما تكون ذات طبيعة بصرية أو سمعية، وتتطلب استجابات يشار إليها عادةً بالضغط على مفتاح أو زر. على سبيل المثال، قد يُطلب من الموضوع الضغط على زر واحد في حالة ظهور ضوء أحمر وزر مختلف في حالة ظهور ضوء أصفر. يُعد صندوق جنسن مثالاً على أداة مصممة لقياس الاختيار رد الفعل باستخدام المحفزات البصرية واستجابة الضغط على المفاتيح. يمكن أن تكون معايير الاستجابة أيضًا في شكل أصوات، مثل النسخة الأصلية من تأثير ستروب، حيث يُطلب من المشاركين قراءة أسماء الكلمات المطبوعة بالحبر الملون من القوائم. تعد الإصدارات الحديثة من تأثير ستروب، والتي تستخدم أزواج منبهات فردية لكل تجربة، أمثلة أيضًا على نموذج (CRT) متعدد الاختيارات مع الاستجابة الصوتية.
تتوافق نماذج وقت رد الفعل الاختياري بشكل وثيق مع قانون هيك، الذي يفترض أن متوسط أوقات رد الفعل يطول كدالة لمزيد من الخيارات المتاحة. يمكن إعادة صياغة قانون هيك على النحو التالي:
{\displaystyle MRT=K+\log N}
حيث إن{\displaystyle MRT} يدل على يعني رد الفعل عبر التجارب،{\displaystyle K} ثابت و{\displaystyle N} يمثل مجموع الاحتمالات بما في ذلك «لا توجد إشارة». يفسر هذا حقيقة أنه في مهمة الاختيار، لا يجب على الشخص أن يتخذ خيارًا فحسب، بل يجب أيضًا أن يكتشف أولاً ما إذا كانت الإشارة قد حدثت على الإطلاق (أي ما يعادل{\displaystyle n+1} في الصيغة الأصلية).

### نماذج الذاكرة
تم تجاهل نماذج الشبكة الهرمية للذاكرة إلى حد كبير بسبب بعض النتائج المتعلقة بقياس الوقت العقلي. كان لنموذج قابل للتعليم ذاكرة دلالية(TLC) الذي اقترحه كولينز وكويليان (1969) بنية هرمية تشير إلى أن سرعة الاسترجاع في الذاكرة يجب أن تستند إلى عدد المستويات في الذاكرة التي يتم اجتيازها من أجل العثور على المعلومات الضرورية. لكن النتائج التجريبية لم توافق. على سبيل المثال، سوف يجيب موضوع ما بشكل موثوق بأن أبو روبن هو طائر أسرع مما سيجيب على أن النعامة هي طائر على الرغم من وصول هذه الأسئلة إلى نفس المستويين في الذاكرة. أدى ذلك إلى تطوير نماذج تنشيط منتشرة للذاكرة، حيث لا يتم تنظيم الروابط في الذاكرة بشكل هرمي ولكن حسب الأهمية بدلاً من ذلك.

## التطبيق في علم النفس البيولوجي / علم الأعصاب الإدراكي
مع ظهور تقنيات التصوير العصبي الوظيفية للتصوير المقطعي بالإصدار البوزيتروني والرنين المغناطيسي الوظيفي، بدأ علماء النفس في تعديل نماذج قياس الوقت الذهني للتصوير الوظيفي. على الرغم من أن أخصائيي اللوجيستيين النفسيين يستخدمون قياسات التخطيط الكهربائي للدماغ منذ عقود، إلا أن الصور التي تم الحصول عليها باستخدام التصوير المقطعي بالإصدار البوزيتروني قد جذبت اهتمامًا كبيرًا من فروع علم الأعصاب الأخرى، مما أدى إلى تعميم قياس الكرونومتر العقلي بين مجموعة واسعة من العلماء في السنوات الأخيرة. الطريقة التي يُستخدم بها قياس الوقت العقلي هي من خلال أداء المهام القائمة على رد الفعل والتي تظهر من خلال التصوير العصبي لأجزاء الدماغ التي تشارك في العملية المعرفية.
مع اختراع التصوير بالرنين المغناطيسي الوظيفي (fMRI)، تم استخدام تقنيات لقياس النشاط من خلال الإمكانات المتعلقة بالحدث الكهربائي في دراسة عندما طُلب من الأشخاص تحديد ما إذا كان الرقم الذي تم تقديمه أعلى أو أقل من خمسة. وفقًا لنظرية ستيرنبرغ المضافة، تتضمن كل مرحلة من المراحل التي ينطوي عليها أداء هذه المهمة: التشفير، والمقارنة بالتمثيل المخزن لخمسة أشخاص، واختيار استجابة، ثم التحقق من الخطأ في الاستجابة. تعرض صورة الرنين المغناطيسي الوظيفي المواقع المحددة التي تحدث فيها هذه المراحل في الدماغ أثناء أداء مهمة قياس الوقت الذهني البسيطة هذه.
في الثمانينيات، سمحت تجارب التصوير العصبي للباحثين باكتشاف النشاط في مناطق الدماغ الموضعية عن طريق حقن النويدات المشعةواستخدام التصوير المقطعي بالإصدار البوزيتروني (PET) لاكتشافها. أيضًا تم استخدام التصوير بالرنين المغناطيسي الوظيفي الذي اكتشف مناطق الدماغ الدقيقة التي تنشط أثناء مهام قياس الوقت الذهني. أظهرت العديد من الدراسات أن هناك عددًا قليلاً من مناطق الدماغ المنتشرة على نطاق واسع والتي تشارك في أداء هذه المهام المعرفية.
تشير المراجعات الطبية الحالية إلى أن الإشارات من خلال مسارات الدوبامين الناشئة في المنطقة السقيفية البطنية ترتبط ارتباطًا إيجابيًا وثيقًا بتحسين رد الفعل ؛، ثبت أن المستحضرات الصيدلانية للدوبامين مثل الأمفيتامين تسرع الاستجابات أثناء الفاصل الزمني، بينما تنتج مضادات الدوبامين (على وجه التحديد، بالنسبة للمستقبلات من النوع D2) تأثيرًا معاكسًا. فإن فقدان الدوبامين المرتبط بالعمر من المخطط، كما تم قياسه بواسطة تصوير سبيك لناقل الدوبامين، يرتبط ارتباطًا وثيقًا بتباطؤ رد الفعل.

## وقت رد الفعل كدالة للظروف التجريبية
يعتبر الافتراض القائل بأن العمليات العقلية يمكن قياسها بالوقت اللازم لأدائها أمر أساسي لعلم النفس المعرفي الحديث. لفهم كيفية اكتساب أنظمة الدماغ المختلفة للمنبهات ومعالجتها والاستجابة لها من خلال المسار الزمني لمعالجة المعلومات بواسطة الجهاز العصبي، غالبًا ما يستخدم علماء النفس التجريبيون أوقات الاستجابة كمتغير تابع في ظل ظروف تجريبية مختلفة. يهدف هذا النهج في دراسة قياس الوقت العقلي عادةً إلى اختبار الفرضيات التي تحركها النظرية والتي تهدف إلى شرح العلاقات المرصودة بين وقت رد الفعل المقاسة وبعض المتغيرات التي تم التلاعب بها تجريبياً، والتي غالباً ما تقدم تنبؤات رياضية مصاغة بدقة.
يعتبر التمييز بين هذا النهج التجريبي واستخدام أدوات قياس الوقت للتحقيق في الفروق الفردية مفاهيميًا أكثر منه عمليًا، ويقوم العديد من الباحثين المعاصرين بدمج الأدوات والنظريات والنماذج من كلا المجالين للتحقيق في الظواهر النفسية. ومع ذلك، فمن المبادئ التنظيمية المفيدة التمييز بين المجالين من حيث أسئلة البحث والأغراض التي تم من أجلها وضع عدد من مهام قياس الوقت. تم استخدام النهج التجريبي لقياس الوقت الذهني للتحقيق في مجموعة متنوعة من الأنظمة والوظائف المعرفية المشتركة بين جميع البشر، بما في ذلك الذاكرة ومعالجة اللغة وإنتاجها والانتباه وجوانب الإدراك البصري والسمعي. فيما يلي لمحة موجزة عن العديد من المهام التجريبية المعروفة في قياس الوقت الذهني.

## مهمة ستيرنبرغ لمسح الذاكرة

مثال على مهمة مسح ذاكرة ستيرنبرغ (الشكل مقتبس من Plomin & Spinath، 2002).

ابتكر ساول ستيرنبيرغ (1966) تجربة حيث طُلب من الأشخاص أن يتذكروا مجموعة من الأرقام الفريدة في الذاكرة قصيرة الأمد. ثم تم إعطاء الأشخاص منبهًا مسبارًا على شكل رقم من 0-9. ثم أجاب الموضوع في أسرع وقت ممكن سواء كان المسبار في مجموعة الأرقام السابقة أم لا. حدد حجم المجموعة الأولية من الأرقام وقت رد الفعل للموضوع. الفكرة هي أنه نظرًا لأن حجم مجموعة الأرقام يزيد عدد العمليات التي يجب إكمالها قبل اتخاذ القرار أيضًا. لذلك إذا كان الموضوع يحتوي على 4 عناصر في الذاكرة قصيرة الأمد (STM)، فبعد تشفير المعلومات من محفز المسبار، يحتاج الموضوع إلى مقارنة المسبار بكل عنصر من العناصر الأربعة الموجودة في الذاكرة ثم اتخاذ قرار. إذا كان هناك عنصرين فقط في المجموعة الأولية من الأرقام، فستكون هناك حاجة إلى عمليتين فقط. وجدت البيانات من هذه الدراسة أنه لكل عنصر إضافي مضاف إلى مجموعة الأرقام، تمت إضافة حوالي 38 مللي ثانية إلى وقت استجابة الموضوع. دعم هذا فكرة أن موضوعًا ما قام ببحث متسلسل شامل من خلال الذاكرة بدلاً من بحث متسلسل ذاتي الإنهاء. طور ستيرنبرغ (1969) طريقة محسّنة كثيرًا لتقسيم وقت رد الفعل إلى مراحل متتالية أو متسلسلة، تسمى طريقة العامل الإضافي.

## مهمة الدوران الذهني لشيبارد وميتزلر

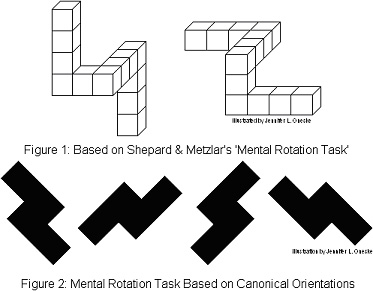
مثال على محفزات مهمة الدوران الذهني

قدم روجر شيبرد وميتزلر (1971) زوجًا من الأشكال ثلاثية الأبعاد التي كانت متطابقة أو نسخ صورة معكوسة لبعضها البعض. وقت رد الفعل لتحديد ما إذا كانت متطابقة أم لا كانت دالة خطية للاختلاف الزاوي بين اتجاهها، سواء في مستوى الصورة أو في العمق. وخلصوا إلى أن المراقبين أجروا دورانًا عقليًا بمعدل ثابت لمحاذاة الجسمين بحيث يمكن مقارنتهما. قدم كوبر وشيبرد (Cooper and Shepard) (1973) حرفًا أو رقمًا كان إما عاديًا أو معكوسًا، وقدم إما في وضع مستقيم أو بزاوية دوران بوحدات 60 درجة. كان على الموضوع تحديد ما إذا كان الحافز طبيعيًا أم معكوسًا. زاد وقت الاستجابة خطيًا تقريبًا حيث انحرف اتجاه الحرف من الوضع الرأسي (0 درجة) إلى المقلوب (180 درجة)، ثم يتناقص مرة أخرى حتى يصل إلى 360 درجة. استنتج المؤلفون أن الأشخاص يقومون بتدوير الصورة ذهنيًا لأقصر مسافة إلى الوضع المستقيم، ومن ثم الحكم على ما إذا كانت طبيعية أم معكوسة.

## التحقق من صورة الجملة
تم استخدام قياس الوقت العقلي في تحديد بعض العمليات المرتبطة بفهم الجملة. يدور هذا النوع من البحث عادةً حول الاختلافات في معالجة 4 أنواع من الجمل: الإيجابي الحقيقي (TA)، الإيجابي الخاطئ (FA)، السلبي الخاطئ (FN)، والسالب الحقيقي (TN). يمكن تقديم صورة بجملة مرتبطة تقع ضمن إحدى هذه الفئات الأربع. ثم يقرر الموضوع ما إذا كانت الجملة تتطابق مع الصورة أم لا. يحدد نوع الجملة عدد العمليات التي يجب القيام بها قبل اتخاذ القرار. وفقًا للبيانات من كلارك وجيس (1972) وجست وكاربنتر (1971)، فإن جمل TA هي الأبسط وتستغرق وقتًا أقل من جمل FA و FN و TN.

## دراسات مطابقة رسائل بوسنر

مثال على مهمة مطابقة الحروف في بونسر (الشكل مقتبس من Plomin & Spinath، 2002).

في أواخر الستينيات، طور مايكل بوسنر سلسلة من دراسات مطابقة الحروف لقياس وقت المعالجة الذهنية للعديد من المهام المرتبطة بالتعرف على زوج من الحروف. كانت أبسط مهمة هي مهمة المطابقة المادية، حيث تم عرض زوج من الأحرف على الأشخاص وكان عليهم تحديد ما إذا كان الحرفان متطابقين جسديًا أم لا. كانت المهمة التالية هي مهمة مطابقة الاسم حيث يتعين على الأشخاص تحديد ما إذا كان هناك حرفان لهما نفس الاسم. كانت المهمة التي تنطوي على معظم العمليات المعرفية هي مهمة مطابقة القواعد حيث كان على الأشخاص تحديد ما إذا كان الحرفان المقدمان كلاهما من أحرف العلة أم لا.
كانت مهمة المباراة البدنية هي الأبسط ؛ كان على الأشخاص ترميز الأحرف ومقارنتها ببعضها البعض واتخاذ قرار. عند القيام بمهمة مطابقة الاسم، تم إجبار الأشخاص على إضافة خطوة معرفية قبل اتخاذ قرار: كان عليهم البحث في الذاكرة عن أسماء الأحرف، ثم مقارنتها قبل اتخاذ القرار. في المهمة القائمة على القواعد، كان عليهم أيضًا تصنيف الأحرف على أنها إما أحرف العلة أو الحروف الساكنة قبل اتخاذ قرارهم. كان الوقت المستغرق لتنفيذ مهمة مطابقة القاعدة أطول من مهمة مطابقة الاسم التي كانت أطول من مهمة المطابقة الفعلية. باستخدام طريقة الطرح، تمكن المجربون من تحديد مقدار الوقت التقريبي الذي يستغرقه الأشخاص لأداء كل من العمليات المعرفية المرتبطة بكل من هذه المهام.

## وقت رد الفعل كدالة للفروق الفردية
كثيرًا ما يقوم علماء النفس التمايزي بالتحقيق في أسباب ونتائج معالجة المعلومات على غرار دراسات الكرونومتر من علم النفس التجريبي. بينما يتم إجراء الدراسات التجريبية التقليدية لـ وقت رد الفعل داخل الأشخاص باستخدام وقت رد الفعل كإجراء تابع يتأثر بالتلاعب التجريبي، فإن عالم النفس التمايزي الذي يدرس وقت رد الفعل سيحافظ عادةً على ظروف ثابتة للتأكد من التباين بين الموضوعات فيه وعلاقاته مع المتغيرات النفسية الأخرى.

## القدرة الإدراكية
أبلغ الباحثون الذين امتدوا لأكثر من قرن بشكل عام عن ارتباطات متوسطة الحجم بين وقت رد الفعل ومقاييس الذكاء: وبالتالي هناك ميل للأفراد ذوي معدل الذكاء المرتفع ليكونوا أسرع في اختبارات وقت رد الفعل. على الرغم من أن الأسس الآلية لا تزال موضع نقاش، فإن العلاقة بين وقت رد الفعل والقدرة المعرفية اليوم هي حقيقة تجريبية راسخة مثل أي ظاهرة في علم النفس. تم العثور على مراجعة الأدبيات لعام 2008 حول الارتباط المتوسط بين المقاييس المختلفة لوقت رد الفعل والذكاء لتكون −.24 (SD =.07).
البحث التجريبي في طبيعة العلاقة بين وقت رد الفعل ومقاييس الذكاء له تاريخ طويل من الدراسة يعود إلى أوائل القرن العشرين، حيث أبلغ بعض الباحثين الأوائل عن وجود علاقة شبه كاملة في عينة من خمسة الطلاب. حللت المراجعة الأولى لهذه الدراسات الأولية، في عام 1933، أكثر من عشرين دراسة ووجدت ارتباطًا أصغر ولكنه موثوق به بين مقاييس الذكاء وإنتاج استجابات أسرع في مجموعة متنوعة من مهام وقت رد الفعل.
حتى بداية القرن الحادي والعشرين، واصل علماء النفس الذين يدرسون وقت رد الفعل والذكاء العثور على مثل هذه الارتباطات، لكنهم لم يتمكنوا إلى حد كبير من الاتفاق على الحجم الحقيقي للارتباط بين وقت رد الفعل والذكاء النفسي في عموم السكان. ويرجع ذلك على الأرجح إلى حقيقة أن غالبية العينات التي تمت دراستها قد تم اختيارها من الجامعات ولديها درجات عالية بشكل غير عادي في القدرات العقلية مقارنة بعامة السكان.

## الخواص الميكانيكية لعلاقة القدرة المعرفية بوقت رد الفعل
لم يتوصل الباحثون بعد إلى إجماع حول نظرية فسيولوجية عصبية موحدة تشرح تمامًا أساس العلاقة بين وقت رد الفعل والقدرة المعرفية. قد يعكس معالجة أكثر كفاءة للمعلومات، أو تحكمًا أفضل في الانتباه، أو سلامة العمليات العصبية. ستحتاج مثل هذه النظرية إلى شرح العديد من السمات الفريدة للعلاقة، والتي تتم مناقشة العديد منها أدناه.
1. لا تعتمد المكونات التسلسلية لمحاكمة وقت رد الفعل على الذكاء العام أو القياس النفسي g. على سبيل المثال، وجد الباحثون أن المعالجة الإدراكية للمحفزات المتعددة، والتي تسبق بالضرورة قرار الاستجابة والاستجابة نفسها، يمكن معالجتها بالتوازي، بينما يجب معالجة مكون القرار بشكل متسلسل.[73] علاوة على ذلك، يتم تمثيل التباين في الذكاء العام بشكل رئيسي في مكون القرار هذا في وقت رد الفعل، بينما يبدو أن المعالجة الحسية ووقت الحركة يعكسان في الغالب الاختلافات الفردية غير.[3]
2. يزداد الارتباط بين القدرة المعرفية ووقت رد الفعل كدالة لتعقيد المهمة. يمثل الاختلاف في العلاقة بين الذكاء ووقت رد الفعل في نماذجه البسيطة ومتعددة الاختيارات مثالاً على الاكتشاف المكرر كثيرًا بأن هذا الارتباط يتم التوسط فيه إلى حد كبير من خلال عدد الخيارات المتاحة في المهمة. كان الدافع وراء الكثير من الاهتمام النظري في وقت رد الفعل بواسطة قانون هاك، الذي يربط انحدار وقت رد الفعل مع تعقيد القرار المطلوب (يقاس بوحدات عدم اليقين التي شاعها كلود شانون كأساس لنظرية المعلومات). وقد وعد هذا بربط المعلومات الاستخباراتية مباشرة بحل المعلومات حتى في مهام المعلومات الأساسية للغاية. هناك بعض الدعم للرابط بين منحدر منحنى وقت رد الفعل والذكاء، طالما أن وقت رد الفعل محكوم بإحكام.[74] تم الترويج لمفهوم «بتات» المعلومات التي تؤثر على حجم هذه العلاقة بواسطة آرثر جنسن وأداة جنسن بوكس، وأصبح «جهاز رد فعل الاختيار» المرتبط باسمه أداة قياسية شائعة في أبحاث RT-IQ.[3][75]
3. يسهم متوسط وقت الاستجابة والتنوع في تجارب وقت رد الفعل على حد سواء في تباين مستقل في ارتباطهما بـ g. تم العثور على الانحرافات المعيارية لـ وقت رد الفعل البسيط لتكون مرتبطة بقوة أو أقوى بمقاييس الذكاء العام (g) من وقت رد الفعل، مع تباين أكبر أو «انتشار» في توزيع الفرد لـ وقت رد الفعل البسيط يرتبط ارتباطًا وثيقًا بدرجة g أقل، بينما يميل الأفراد الأعلى إلى الحصول على استجابات أقل تباينًا.[76]
4. عندما تتم دراسة مقاييس متعددة لـ وقت رد الفعل في مجتمع ما، يشير تحليل العوامل إلى وجود عامل عام لوقت رد الفعل، يُسمى أحيانًا بـ G، والذي يرتبط بمقياس السيكومتري g ويميزه. تم العثور على هذا G في وقت رد الفعل الكبير يشرح أكثر من 50 ٪ من التباين في وقت رد الفعل البسيط عند التحليل التلوي على مدى أربع دراسات، والتي تضمنت تسعة نماذج وقت رد الفعل منفصلة.[3] لم يتم بعد إثبات الأسس البيولوجية والفسيولوجية العصبية لهذا العامل العام، على الرغم من استمرار البحث.
5. تميل أبطأ تجارب وقت رد الفعل على الفرد إلى الارتباط بقوة مع القدرة المعرفية أكثر من استجابات الفرد الأسرع، وهي ظاهرة تُعرف باسم «قاعدة الأداء الأسوأ».[77]

## المظاهر البيولوجية والفيزيولوجية العصبية لعلاقة RT-g
أظهرت دراسات التوائم والتبني أن الأداء في المهام الزمنية يمكن توريثه. يكشف متوسط وقت رد الفعل عبر هذه الدراسات عن توريث حوالي 0.44، مما يعني أن 44 ٪ من التباين في متوسط وقت رد الفعل يرتبط بالاختلافات الجينية، بينما يُظهر الانحراف المعياري لـ وقت رد الفعل البسيط قابلية وراثية تبلغ حوالي 20، تم العثور على متوسط وقت رد الفعل البسيط ومقاييس معدل الذكاء مرتبطة وراثيًا في نطاق 0.90، مما يشير إلى أن الارتباط المظهري الأقل الملحوظ بين معدل الذكاء ومتوسط وقت رد الفعل يتضمن قوى بيئية غير معروفة حتى الآن.
في عام 2016، وجدت دراسة الارتباط على مستوى الجينوم (GWAS) للوظيفة الإدراكية 36 متغيرًا جينيًا مهمًا على مستوى الجينوم مرتبط بوقت رد الفعل في عينة من حوالي 95000 فرد. تم العثور على هذه المتغيرات لتشمل منطقتين على الكروموسوم 2 والكروموسوم 12، والتي يبدو أنها في أو بالقرب من الجينات المشاركة في تكوين الحيوانات المنوية وأنشطة الإشارة بواسطة السيتوكين ومستقبلات عامل النمو، على التوالي. وجدت هذه الدراسة بالإضافة إلى ذلك ارتباطات جينية مهمة بين وقت رد الفعل والذاكرة والتفكير العددي اللفظي.
استخدمت الأبحاث الفيزيولوجية العصبية باستخدام الإمكانات ذات الصلة بالحدث (ERPs) زمن انتقال P3 باعتباره ارتباطًا بمرحلة «القرار» لمهمة وقت رد الفعل. وجدت هذه الدراسات بشكل عام أن حجم الارتباط بين زمن انتقال g و P3 يزداد مع ظروف المهام الأكثر تطلبًا. تم العثور أيضًا على مقاييس زمن انتقال P3 لتكون متوافقة مع قاعدة الأداء الأسوأ، حيث يصبح الارتباط بين متوسط الكمون P3 ودرجات التقييم المعرفي أكثر سلبية مع زيادة الكمية. وجدت دراسات أخرى عن تخطيط موارد المؤسسات (ERP) توافقًا مع تفسير علاقة g -RT الموجودة بشكل رئيسي في مكون «القرار» للمهمة، حيث يحدث معظم نشاط الدماغ المرتبط بـ g بعد تقييم التحفيز ولكن قبل الاستجابة الحركية، بينما المكونات المشاركة في المعالجة الحسية تتغير قليلاً عبر الاختلافات في g.

## نمذجة انتشار وقت رد الفعل والقدرة المعرفية

التمثيل المرئي للمراحل المفترضة لمهمة وقت رد الفعل وربط كل مرحلة بمعلمات نموذج الانتشار. يتكون T_{er}، وهو مكون وقت رد الفعل غير المقرر، من مجموع وقت التشفير T_{e} (اللوحة الأولى) ووقت خرج الاستجابة T_{r} (اللوحة الثالثة)، بحيث يكون T_{er} = T_{e} + T_{r}.

على الرغم من أن النظرية الموحدة لوقت رد الفعل والذكاء لم تحقق إجماعًا بين علماء النفس، فإن نمذجة الانتشار توفر نموذجًا نظريًا واعدًا. تقسم نمذجة الانتشار وقت رد الفعل إلى مراحل «عدم اتخاذ القرار» المتبقية و «الانتشار» العشوائي، والتي تمثل الأخيرة منها توليد قرار في مهمة ذات خيارين. يدمج هذا النموذج بنجاح أدوار متوسط وقت رد الفعل، وتغير وقت الاستجابة، والدقة في نمذجة معدل الانتشار كمتغير يمثل الوزن المتراكم للأدلة التي تولد قرارًا في مهمة وقت رد الفعل. في ظل نموذج الانتشار، يتراكم هذا الدليل من خلال إجراء مسيرة عشوائية مستمرة بين حدين يمثلان كل خيار استجابة في المهمة. أظهرت تطبيقات هذا النموذج أن أساس علاقة g -RT هو على وجه التحديد علاقة g بمعدل عملية الانتشار، وليس مع الوقت المتبقي غير المقرر. يمكن لنمذجة الانتشار أيضًا أن تشرح بنجاح قاعدة الأداء الأسوأ بافتراض أن نفس مقياس القدرة (معدل الانتشار) يتوسط الأداء في كل من المهام المعرفية البسيطة والمعقدة، والتي تم دعمها نظريًا وتجريبيًا.

## التطور المعرفي
هناك بحث مكثف حديث باستخدام قياس الوقت الذهني لدراسة التطور المعرفي. على وجه التحديد، تم استخدام مقاييس مختلفة لسرعة المعالجة لفحص التغيرات في سرعة معالجة المعلومات كدالة للعمر. أظهر كالي (1991) أن سرعة المعالجة تزداد أضعافا مضاعفة من الطفولة المبكرة إلى مرحلة البلوغ المبكر. تتوافق دراسات وقت رد الفعل البسيط في الأطفال الصغار من مختلف الأعمار مع الملاحظات الشائعة للأطفال المنخرطين في أنشطة لا ترتبط عادةً بقياس الوقت. يتضمن ذلك سرعة العد، والوصول إلى الأشياء، وتكرار الكلمات، وغيرها من المهارات الصوتية والحركية التي تتطور بسرعة في نمو الأطفال. بمجرد الوصول إلى مرحلة النضج المبكر، هناك فترة طويلة من الاستقرار حتى تبدأ سرعة المعالجة في الانخفاض من منتصف العمر إلى الشيخوخة (سولتهاوس، 2000). في الواقع، يعتبر التباطؤ المعرفي مؤشرًا جيدًا للتغييرات الأوسع في أداء الدماغ والذكاء. أظهر ديميتريو وزملاؤه، باستخدام طرق مختلفة لقياس سرعة المعالجة، أنه يرتبط ارتباطًا وثيقًا بالتغيرات في الذاكرة العاملة والفكر (ديمتريو، مويي، سبانوديس، 2009). تمت مناقشة هذه العلاقات على نطاق واسع في نظريات بياجيه الجديدة للتطور المعرفي.
أثناء الشيخوخة، يتدهور وقت رد الفعل (مثل ذكاء السوائل)، ويرتبط هذا التدهور بشكل منهجي بالتغيرات في العديد من العمليات المعرفية الأخرى، مثل الوظائف التنفيذية، والذاكرة العاملة، والعمليات الاستنتاجية. في نظرية أندرياس ديميتريو، إحدى نظريات بياجيه الجديدة للتطور المعرفي، التغيير في سرعة المعالجة مع تقدم العمر، كما يتضح من انخفاض وقت رد الفعل، هو أحد العوامل المحورية في التطور المعرفي.

## الصحة والوفيات
يرتبط الأداء في مهام وقت رد الفعل البسيطة والاختيارية بمجموعة متنوعة من النتائج المتعلقة بالصحة، بما في ذلك المركبات الصحية العامة والموضوعية بالإضافة إلى تدابير محددة مثل سلامة القلب والجهاز التنفسي. تم العثور على العلاقة بين معدل الذكاء والوفيات السابقة لجميع الأسباب يتم التوسط فيها بشكل رئيسي من خلال قياس وقت رد الفعل. وجدت هذه الدراسات عمومًا أن الاستجابات الأسرع والأكثر دقة لمهام وقت رد الفعل ترتبط بنتائج صحية أفضل وعمر أطول.

## السمات الشخصية الخمس الكبرى
على الرغم من عدم إجراء دراسة شاملة لسمات الشخصية ووقت رد الفعل بعد، فقد أبلغ العديد من الباحثين عن وجود ارتباطات بين عوامل RT والعوامل الخمسة الكبار في الشخصية المتمثلة في الانطواء والعصبية. في حين أن العديد من هذه الدراسات تعاني من أحجام عينات منخفضة (أقل من 200 فرد بشكل عام)، يتم تلخيص نتائجها هنا بإيجاز جنبًا إلى جنب مع الآليات المعقولة بيولوجيًا التي اقترحها المؤلفون.
قامت دراسة عام 2014 بقياس خيار وقت رد الفعل في عينة من 63 مشاركًا عاليًا و 63 مشاركًا منخفضًا في الانبساط، ووجدت أن المستويات الأعلى من الانبساط كانت مرتبطة باستجابات أسرع. على الرغم من أن المؤلفين لاحظوا أن هذا من المحتمل أن يكون دالة لمطالب مهمة محددة بدلاً من الاختلافات الفردية الأساسية، فقد اقترح مؤلفون آخرون علاقة وقت رد الفعل -الانبساط على أنها تمثل الفروق الفردية في الاستجابة الحركية، والتي قد يتوسطها الدوبامين. ومع ذلك، يصعب تفسير هذه الدراسات في ضوء عيناتها الصغيرة ولم يتم تكرارها بعد.
في سياق مماثل، وجد باحثون آخرون ارتباطًا صغيرًا (r<.20) بين وقت رد الفعل والعصبية، حيث يميل الأفراد الأكثر عصبية إلى أن يكونوا أبطأ في مهام وقت رد الفعل. يفسر المؤلفون هذا على أنه يعكس عتبة استثارة أعلى استجابةً لمنبهات متفاوتة الشدة، ويتوقعون أن الأفراد ذوي العصابية المرتفعة قد يكون لديهم أجهزة عصبية «ضعيفة» نسبيًا. في دراسة أكبر إلى حد ما على 242 طالبًا جامعيًا في الكلية، وجد أن العصابية أكثر ارتباطًا بشكل كبير (ص 0.25) مع تقلب الاستجابة، مع زيادة العصابية المرتبطة بانحرافات معيارية أكبر في وقت رد الفعل. يتكهن المؤلفون بأن العصابية قد تمنح تباينًا أكبر في وقت رد الفعل من خلال تداخل «الضوضاء العقلية».

## أنظر أيضا
- اختبار التداعيات الضمنية
- حركة في التعلم
- هياج نفسي حركي
- تخلف نفسي حركي

## روابط خارجية
- اختبار وقت رد الفعل - قياس الكرونومتر الذهني على الويب
- مقدمة تاريخية لعلم النفس المعرفي
- توقيت الدماغ: قياس الوقت العقلي كأداة في علم الأعصاب
- عينة من اختبار الكرونومتر على الويب نسخة محفوظة 12 أغسطس 2011 على موقع واي باك مشين.